# 跌死人坑
跌死人坑，是中華民國宜蘭縣大同鄉的一條溪流，為蘭陽溪右岸支流清水溪的一條支流。
該溪河口下游不遠處為清水地熱發電廠及清水地熱公園，因溪名特殊而引起遊客與媒體的注意。但該溪名僅見於網路地圖，自1924年以來的官方地圖並無標示。